# Фотографическая звёздная величина
Фотографи́ческая звёздная величина́ — блеск звезды, который воспринял бы наблюдатель при визуальных наблюдениях, если бы спектральная чувствительность его глаза совпадала со спектральной чувствительностью несенсибилизированной фотографической пластинки.
Было принято, что звёзды спектрального класса A0, имеющие звёздные величины,
заключённые в пределах от 5,5m до 6,5m, обладают одинаковыми фотографическими и визуальными звёздными величинами.
Разность между фотографической и визуальной звёздными величинами одной и той же звезды называется показателем цвета:
{\displaystyle C=m_{\text{фот}}-m_{\text{виз}}.}
У желтых, оранжевых и красных звёзд показатели цвета положительные, а у белых и голубых — отрицательные.
Если у визуальных звёздных величин «эффективная» длина волны λ = 530 нм, то у фотографических она равна 425 нм.